# Pacifastacus
Pacifastacus – rodzaj skorupiaków z rzędu dziesięcionogów i rodziny rakowatych.
Skorupiaki te mają przynajmniej szczątkową formę dwóch par (przednich i tylnych) listewek postorbitalnych na karapaksie. Ich epistom pozbawiony jest kolców czy listewek za papilla renalis. Na meropoditach ich szczękonóży trzeciej pary występują wzdłuż brzegów pośrodkowych rzędy kolców. Samce mają pleopody (odnóża odwłokowe) pierwszej pary o wąsko rurkowatych częściach odsiebnych, niezakończonych płatkami. Drugą parę pleopodów cechują egzopodity niesięgające dystalnie do końca endopoditów.
Przedstawiciele rodzaju występują naturalnie w Ameryce Północnej, w zlewni Oceanu Spokojnego i rzece Missouri w Wyoming. Ponadto rodzaj ten został zawleczony do Europy i Japonii. W Polsce występuje tylko rak sygnałowy.
Należą tu gatunki:
- Pacifastacus chenoderma (Cope, 1871)
- Pacifastacus connectens (Faxon, 1914)
- Pacifastacus fortis (Faxon, 1914)
- Pacifastacus gambelii (Girard, 1852)
- Pacifastacus leniusculus (Dana, 1852) – rak sygnałowy
- Pacifastacus nigrescens (Stimpson, 1857)